# Amore e guerra (Enrico Ruggeri)
Amore e guerra è un album di Enrico Ruggeri, pubblicato nel 2005. Nel libretto, oltre ai testi, sono presenti anche dei commenti alle canzoni.
L'ultimo brano, Il fantasista, è una bonus-track, cover latino-americana dell'omonimo pezzo contenuto nell'album Domani è un altro giorno del 1997.

## Tracce
1. Eroi solitari – 4:12
2. Perduto amore – 3:53
3. L'americano medio – 4:25
4. Il romantico aviatore – 4:12
5. Trash – 4:15
6. Quando sogno non ho età – 3:59
7. Paisà – 3:53
8. L'uomo dei traslochi – 3:48
9. La prima volta – 3:37
10. Tu stanotte sarai mia – 4:14
11. Il concerto – 4:39
12. Il fantasista – 5:01
13. Il capo de barboni (disponibile solo su iTunes)

- Quasi tutti questi brani sono inseriti in Cuore, muscoli e cervello, fatta eccezione per Trash, L' uomo dei traslochi, La prima volta, Tu stanotte sarai mia e  Il concerto.

## Formazione
- Enrico Ruggeri – voce
- Luigi Schiavone – dobro, chitarra, mandolino
- Pino Di Pietro – percussioni, cori, tastiera
- Andrea Mirò – pianoforte, cori, tastiera
- Lorenzo Poli – basso, cori, contrabbasso
- Marco Orsi – batteria
- Alberto Guareschi – banjo
- Davide Brambilla – fisarmonica, tromba